# Уве Байн
Уве Байн (нім. Uwe Bein, нар. 26 вересня 1960, Герінген) — німецький футболіст, що грав на позиції півзахисника.
Виступав, зокрема, за клуби «Кельн» та «Айнтрахт», а також національну збірну Німеччини.
У складі збірної — чемпіон світу.

## Клубна кар'єра
У дорослому футболі дебютував 1978 року виступами за команду клубу «Кікерс» (Оффенбах), в якій провів шість сезонів, взявши участь у 153 матчах чемпіонату.
Своєю грою за цю команду привернув увагу представників тренерського штабу клубу «Кельн», до складу якого приєднався 1984 року. Відіграв за кельнський клуб наступні три сезони своєї ігрової кар'єри. Більшість часу, проведеного у складі «Кельна», був основним гравцем команди.
Протягом 1987–1989 років захищав кольори команди клубу «Гамбург».
1989 року уклав контракт з клубом «Айнтрахт», у складі якого провів наступні п'ять років своєї кар'єри гравця. Граючи у складі «Айнтрахта» (Франкфурт-на-Майні) також здебільшого виходив на поле в основному складі команди.
Протягом 1994–1997 років захищав кольори команди клубу «Урава Ред Даймондс».
Завершив професійну ігрову кар'єру у клубі «Гіссен», за команду якого виступав протягом 1997–1998 років.

## Виступи за збірні
1989 року дебютував в офіційних матчах у складі національної збірної ФРН. Протягом кар'єри у національній команді, яка тривала п'ять років, провів у формі головної команди країни 17 матчів, забивши 3 голи.
У складі збірної був учасником чемпіонату світу 1990 року в Італії, здобувши того року титул чемпіона світу.

## Титули і досягнення
- Чемпіон світу (1): 1990